# 小島一華
小島 一華（こじま いちか、2001年8月29日 - ）は、日本の女性俳優。劇団東俳所属。

## 出演作品

### テレビ
- NHK
  - 連続テレビ小説 あまちゃん（花巻鈴）
- NHK教育
  - 時々迷々（イチカ）
- NTV
  - 魔女たちの22時
  - So long!（9歳のサエ）
  - シアワセ結婚相談所
- TBS
  - 徳光和夫の感動再会!"逢いたい"
- CX
  - めざましテレビ&とくダネ!合体SP〜作文〜
  - GOLD（悠里の幼少）　※11話に出演
  - 医龍3（宮川愛）　※1話に出演
- TVS
  - ボビー’S スタジアム〜ボビスタ的社会科見学〜
- EX
  - テレビ朝日警視庁捜査一課9係 SEASON7（田宮由衣）

### テレビアニメ
- がんばれ! ルルロロ TINY★TWIN★BEARS（マギー）

### 舞台
- 帝国劇場
  - 細雪（悦子）
- 梅田芸術劇場 / 中日劇場 / 青山劇場
  - ミュージカル「MITSUKO〜愛は国境を越えて〜」
- 明治座 / 博多座
  - 大奥（お幸）
- 日生劇場
  - ミュージカル ゾロ ザ・ミュージカル（リトルルイサ）
- 杉並区立浜田山会館
  - みすゞさん　あそぼうよ!（みすゞさん幼少）
- 自主公演
  - 王子と乞食（夢の中の小姓ポワロ）
  - 赤ずきん （チョウチョ）
  - 明日への詩（新見あゆ）
  - オズの魔法使い（トートー）

### PV
- 23年度版 小学校国語教科書 教師用指導書(音声動画編)

### DVD
- 芋洗坂係長のキレキレ係長（和子）